# Ferdinand Ludwig August Merckel
Ferdinand Ludwig August Merckel (* 4. Juli 1808 in Detmold; † 24. Dezember 1893 ebenda) war ein deutscher Architekt des Historismus. Er war Baubeamter des Fürstentums Lippe und wurde vor allem durch seine zahlreichen Kirchenbauten bekannt.

## Leben
Merckel stammte aus einer lippischen Theologen- und Juristenfamilie. Sein Vater, der Rechtsanwalt Johann Friedrich Merckel, hatte in Detmold das Amt des Stadtsekretärs und Richters inne. Seine Ausbildung erhielt Ferdinand Merckel an der Bauakademie in München.
Ab 1832 war er in seiner Heimatstadt Detmold tätig, wo er Bauaufträge sowohl für die fürstliche Regierung, als auch für Privatleute übernahm. Berufspraxis dürfte er bei dem Baurat Ferdinand Brune gesammelt haben, dessen Mitarbeiter er war. Merckel wurde später das Bauwesen der Fürstlichen Rentkammer und der Forstdirektion übertragen. 1872 wurde er schließlich zum Baurat ernannt. Erst 1887, im Alter von 78 Jahren, trat er im Dienstrang eines Domänenbaurats in den Ruhestand.
Im Laufe seiner Tätigkeit errichtete Merckel zahlreiche öffentliche Gebäude und private Wohnbauten. Insgesamt sind acht Kirchenneubauten, vier Kirchenumbauten oder restaurierungen und 13 Pfarrhausbauten sowie weitere zahlreiche Begutachtungen und Umbauten nachweisbar. Seine besondere Bedeutung für Lippe liegt aber im Bereich des Kirchenbaus. Er nahm zahlreiche Um- und Neubauten, aber auch die Restaurierung älterer Kirchen vor. Merckels Kirchenbauten weisen zahlreiche Gemeinsamkeiten auf. Zumeist handelte es sich um breit gelagerte, durch einen Sockel und Lisenen gegliederte Baukörper mit Turm und einem eingezogenen niedrigen Chor. Das Innere seiner Sakralbauten hat der Baumeister als dreischiffige Hallenkirchen angelegt, deren breites Mittelschiff deutlich höher als die schmaleren Seitenschiffe ist. Die Stützen, auf denen die Gewölbe ruhen, sind äußerst schlank und zumeist aus Gusseisen. Diese Konstruktion war möglich, da die Gewölbe nicht in Stein, sondern aus geputztem Spalierwerk mit hölzernen Rippen ausgeführt wurden.
Er verstarb am 24. Dezember 1893 in Detmold.

## Bauten (Auswahl)

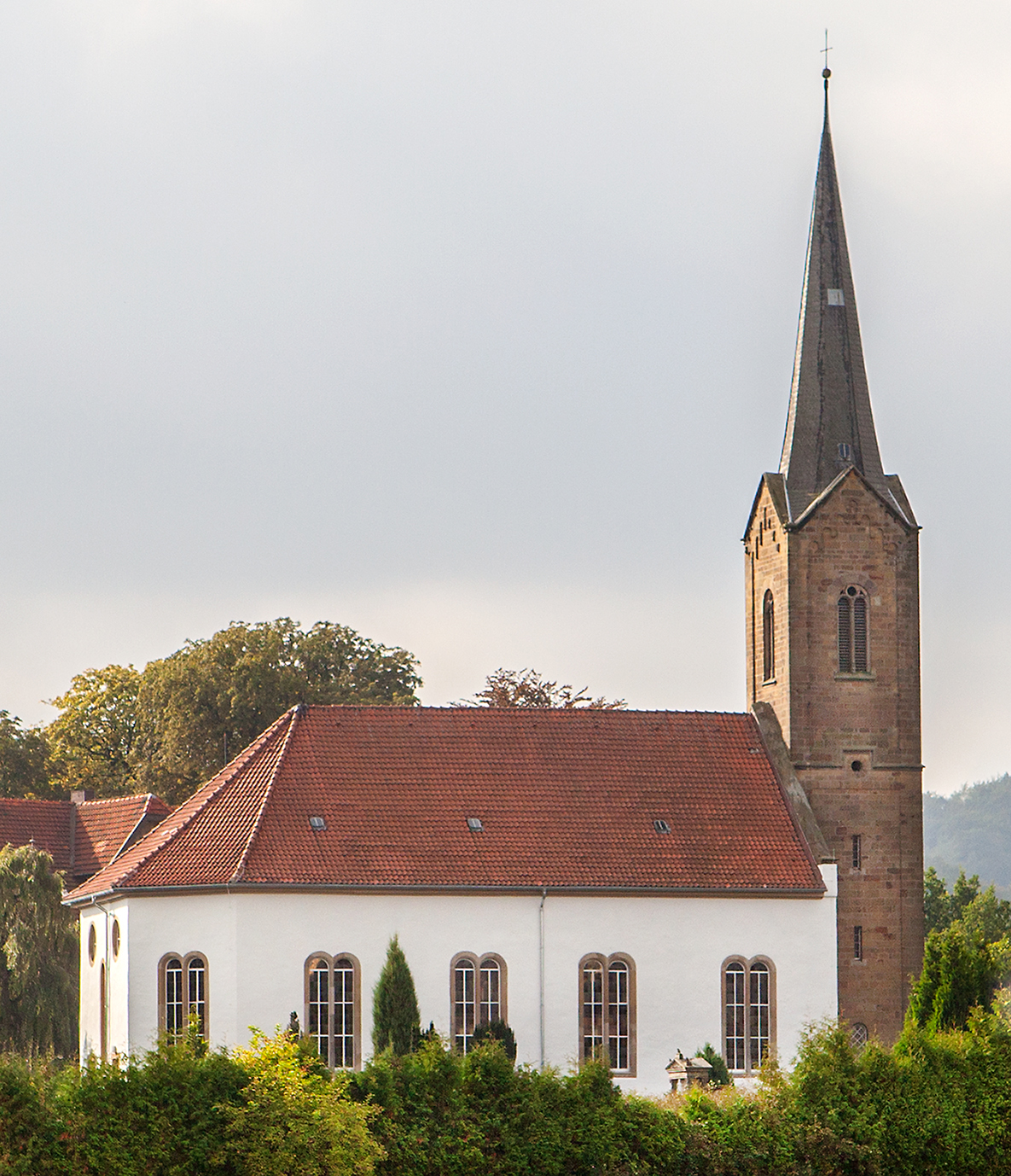
Ev.-Ref. Kirche Wüsten
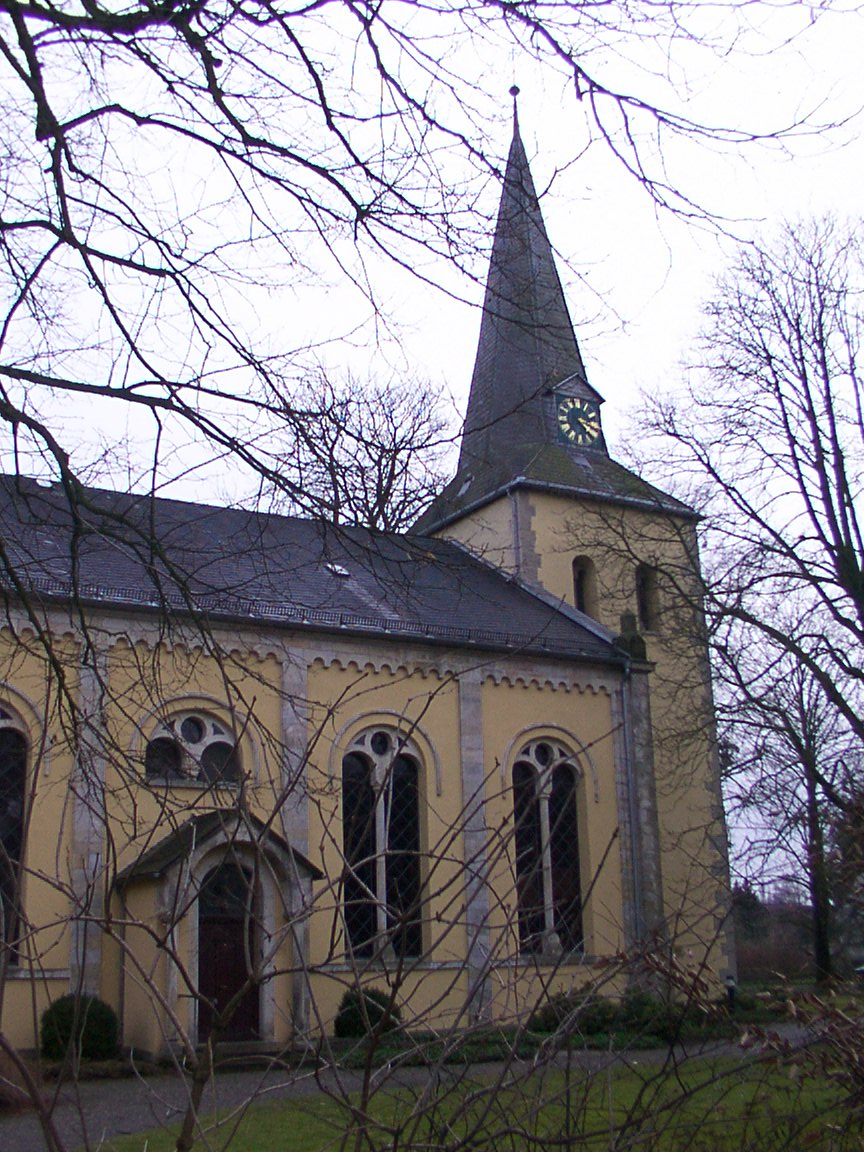
Ev.-ref. Kirche in Schlangen
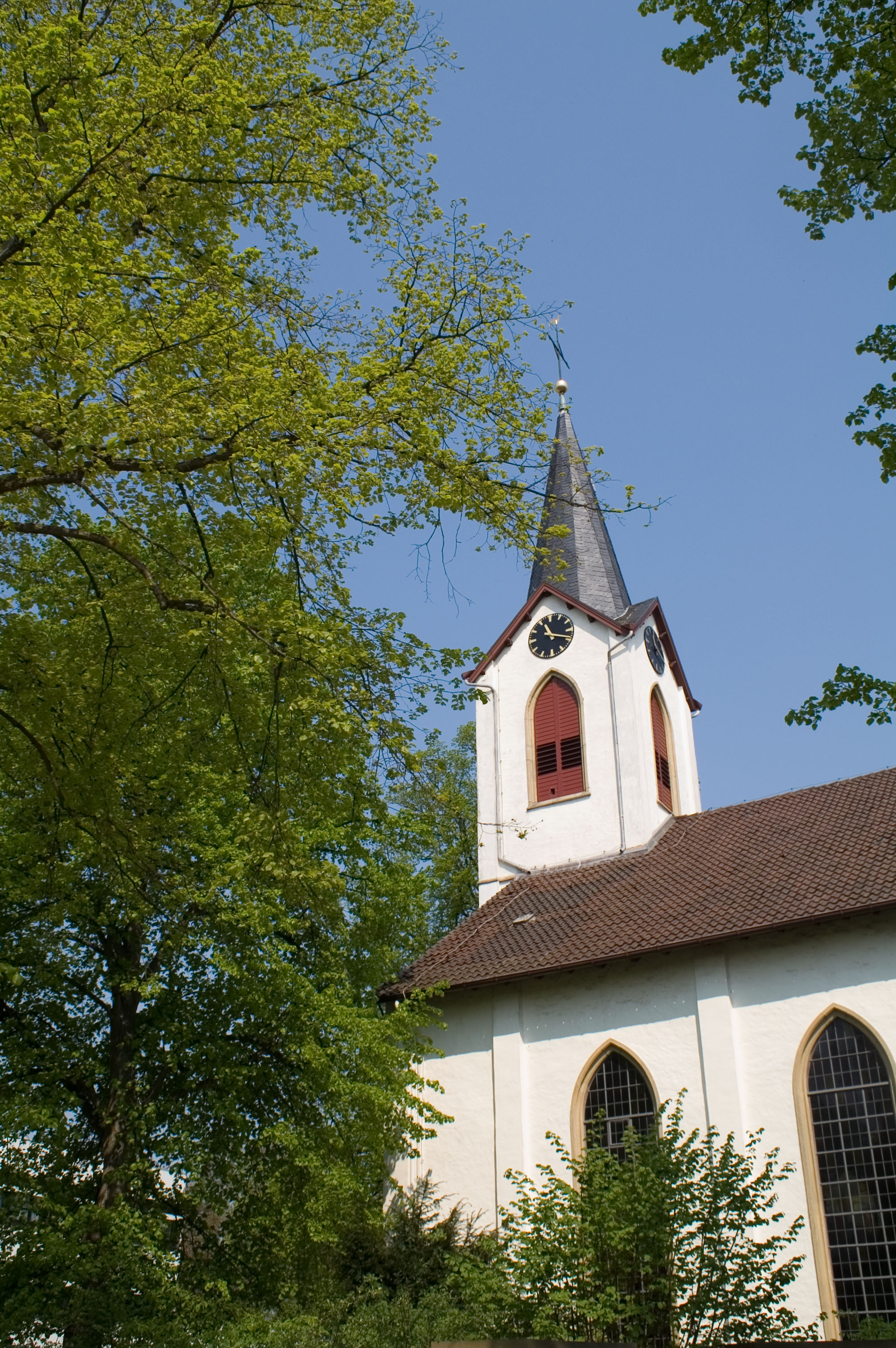
Ev.-ref. Kirche in Leopoldshöhe
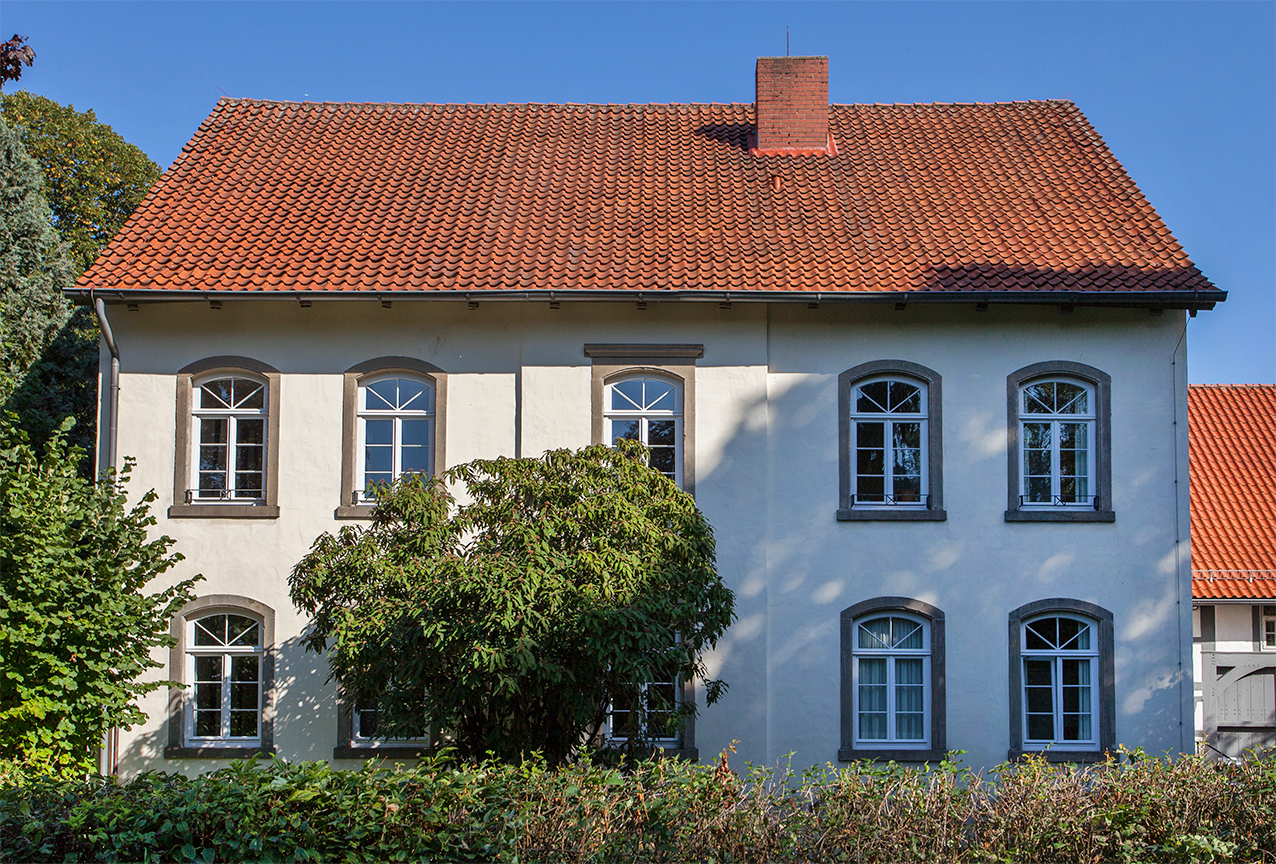
Altes Pfarrhaus Reelkirchen
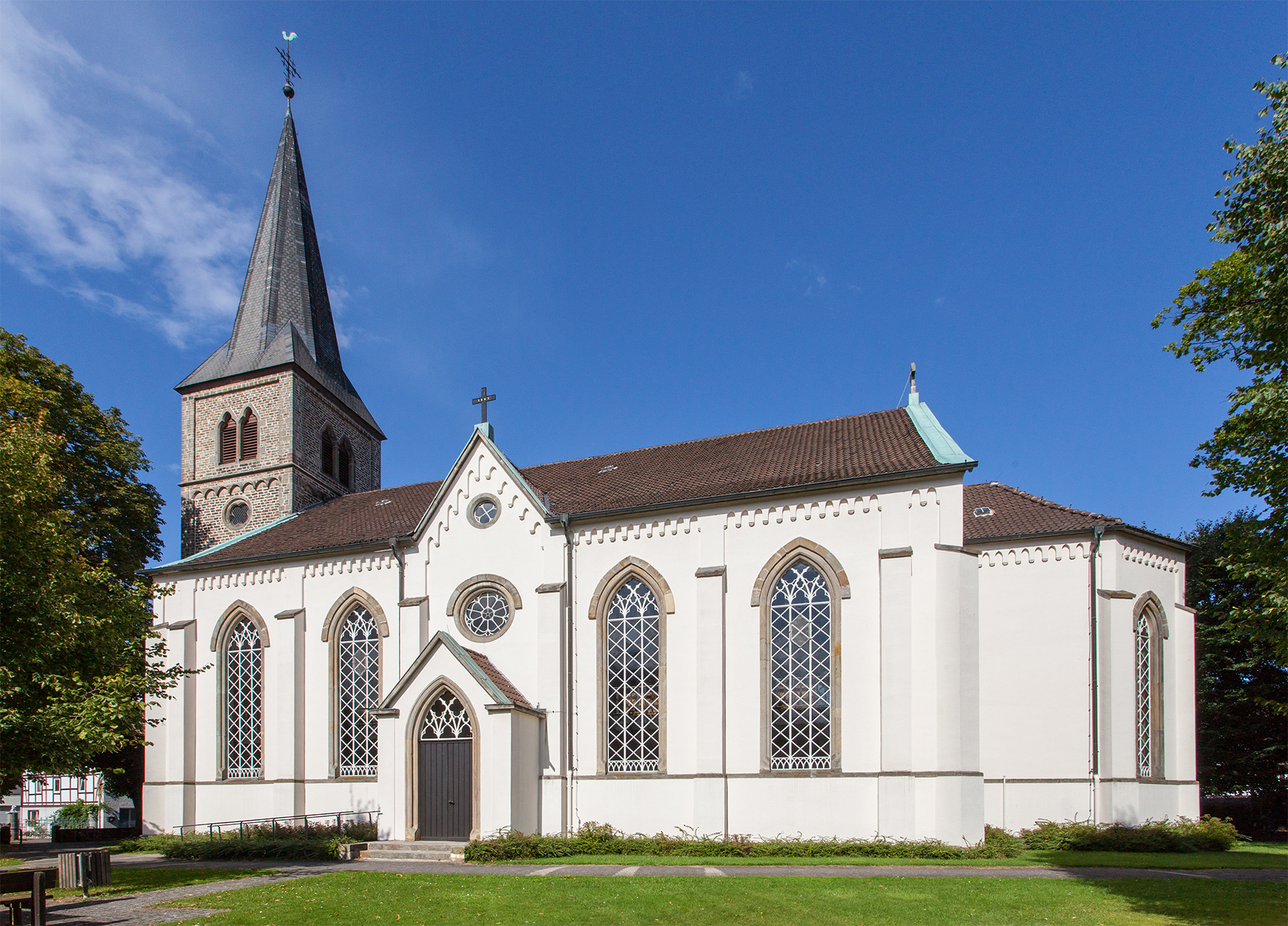
Evangelische Kirche in Bega
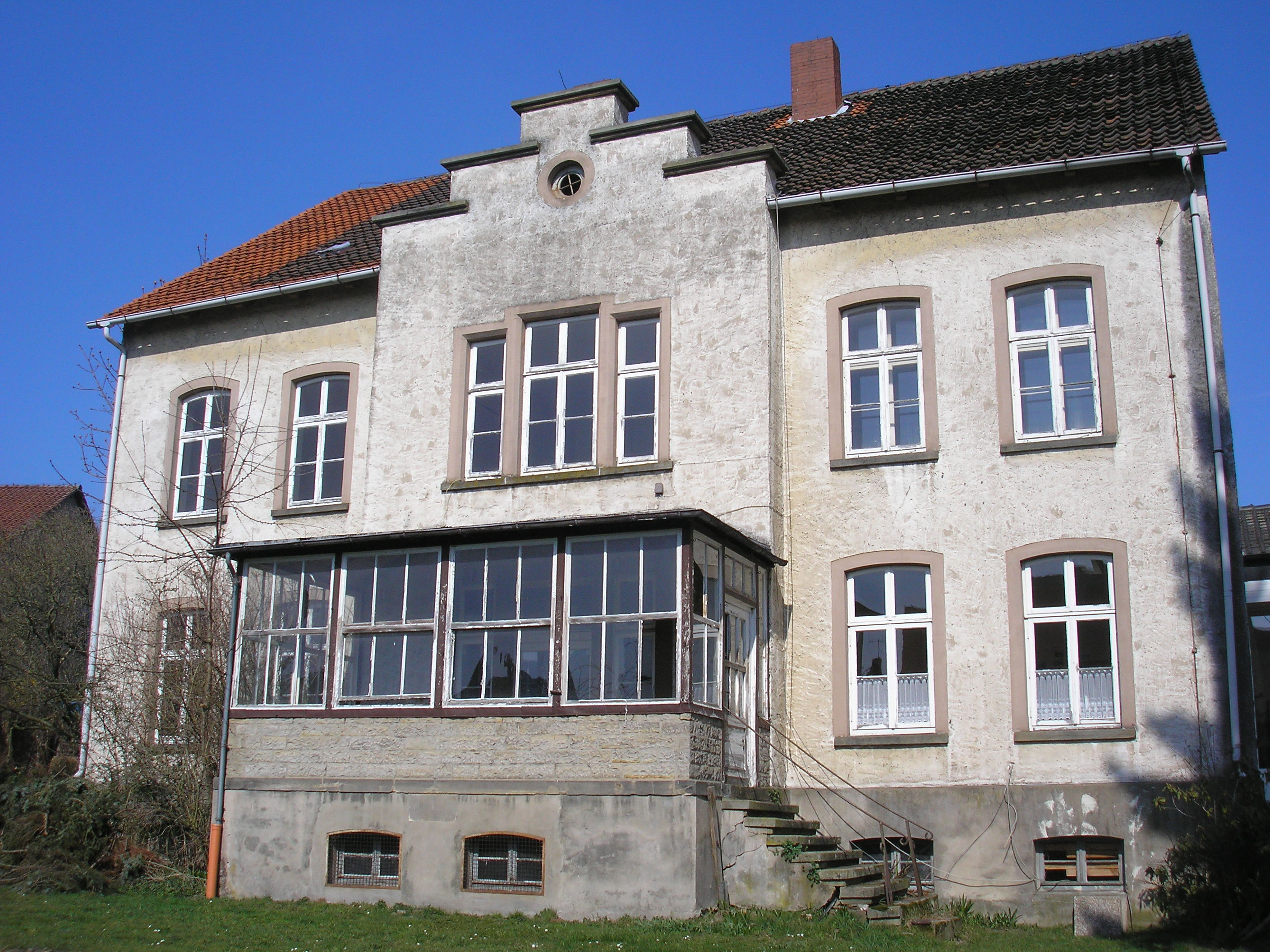
Altes Pfarrhaus Silixen: 2022 abgebrochen
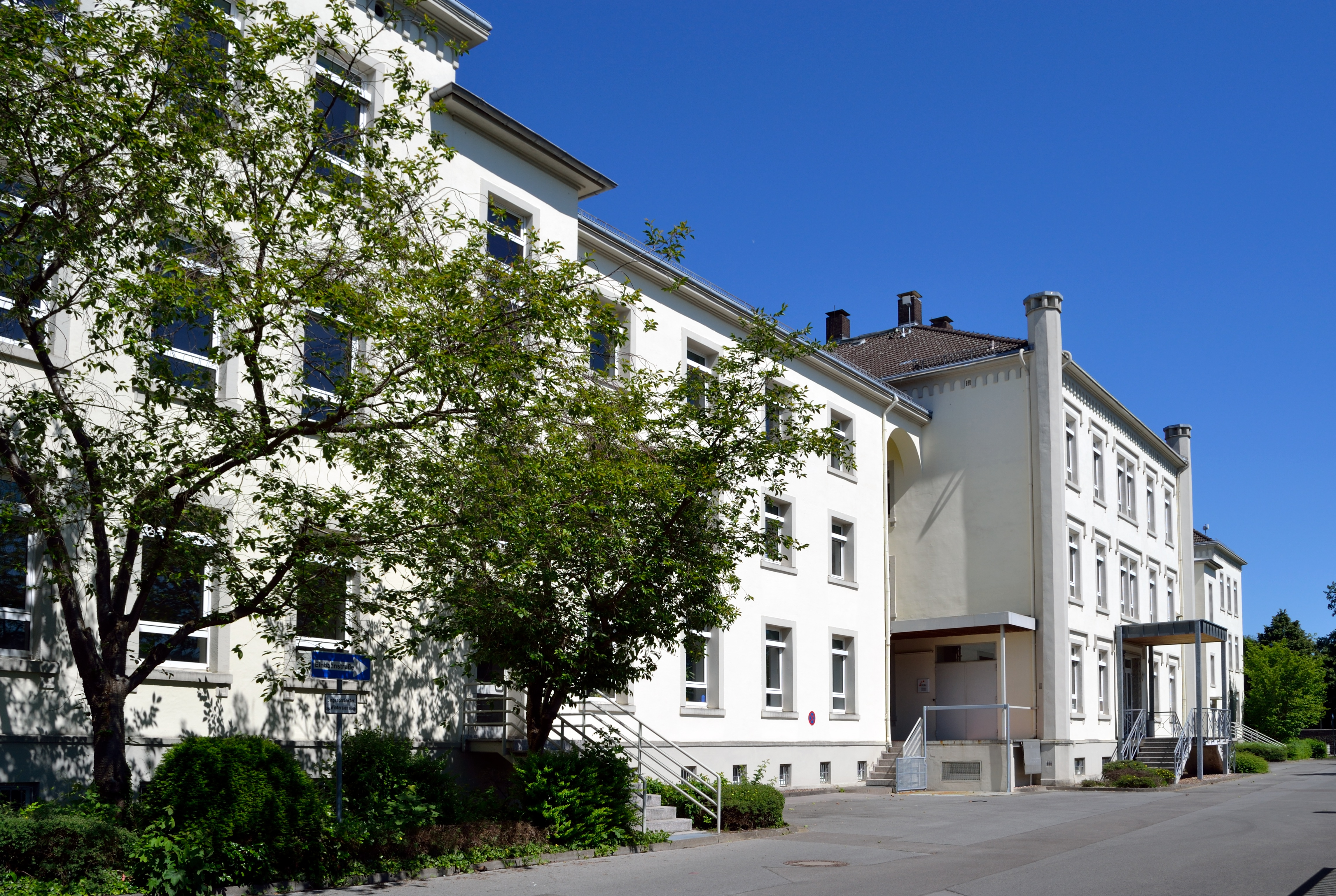
Ehemaliges Zuchthaus in Detmold, heute Teil der Hochschule OWL
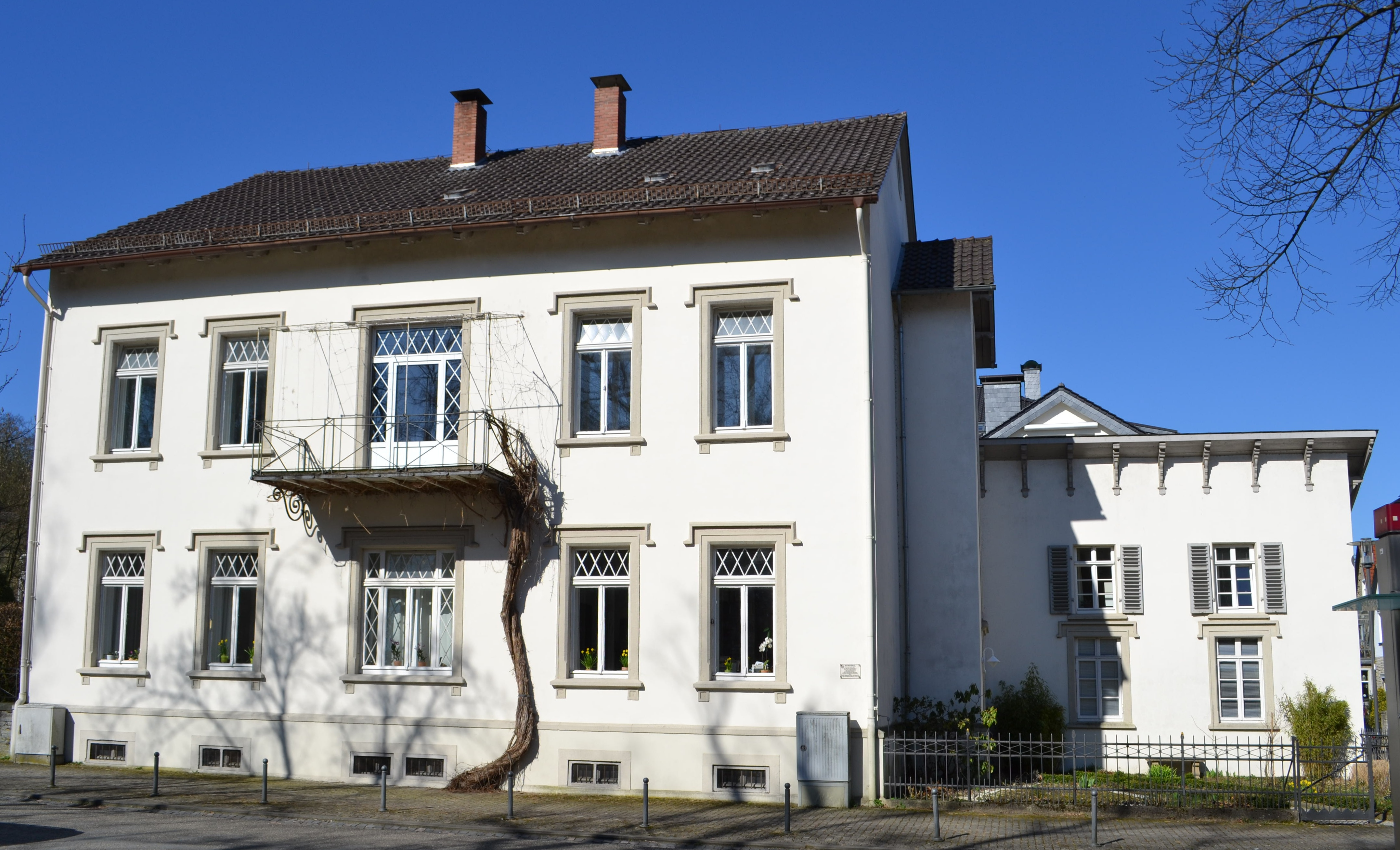
Wohnhaus in Detmold, Allee 17
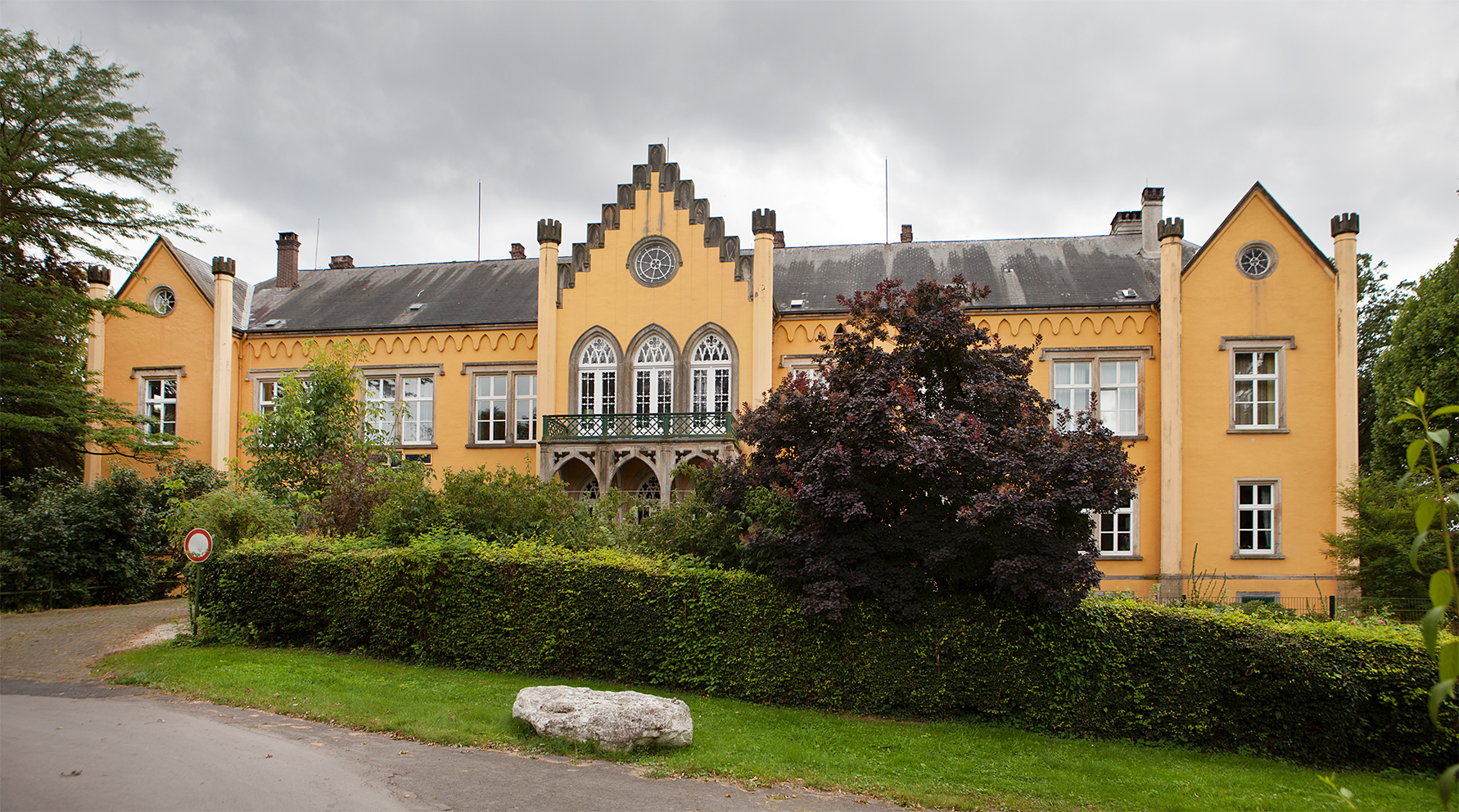
Herrenhaus von Schloss Iggenhausen

- 1836–1843: Evangelische Kirche Alverdissen, Alverdissen, Entwurf und Neubau des Kirchenschiffes (1951 einschneidend verändert)[2]
- 1841–1845: Evangelische Kirche Wüsten, Umbau und Vergrößerung
- 1846–1847: Schlangen, Pfarrhaus
- 1848–1849: Zuchthaus, Detmold (1846 entworfen), heute ein Gebäude der Hochschule Ostwestfalen-Lippe[3]
- 1850–1851: Evangelisch-reformierte Kirche Leopoldshöhe
- 1851: Wohnhaus in Detmold, Allee 17
- 1851–1852: Katholische St.-Bonifatius-Kapelle, Detmold
- 1853: Reelkirchen, Pfarrhaus
- 1853–1857: Evangelische Kirche Bösingfeld, Bösingfeld, Erneuerung und Erweiterung der Kirche
- 1856–1865: Herrenhaus Schloss Iggenhausen, in Pottenhausen, Lage
- 1858–1861: Marienkirche in Lemgo, Innenrestaurierung
- 1859: Evangelische Kirche Horn, Horn, Renovierung der spätgotischen Stadtkirche
- 1860–1862: Detmold, Landeskrankenhaus
- 1861: Detmold, Naturwissenschaftliches Museum
- 1863: Evangelische Kirche Bega, Bega, Kirche
- 1863: Rathaus Lage
- 1865: Evangelische Kirche Almena, Almena, Ev.-ref. Pfarrkirche
- 1865–1866: Detmold, Fürstliche Forstdirektion
- 1873–1878: Haustenbeck, Pfarrhaus
- 1874–1876: Silixen, Pfarrhaus. Im März 2022 abgebrochen.[4]
- 1875–1876: Evangelische Kirche Augustdorf, Augustdorf, Kirche
- 1877–1878: Evangelische Kirche Schlangen
- 1878: evangelische Alexanderkirche in Oerlinghausen, umfassende Renovierung der spätgotischen Kirche
- 1879: Detmold, Obelisk („Piderit-Denkmal“) vor dem damaligen Landeskrankenhaus
- 1880–1881: Humfeld bei Bega, Elisenstift